# Back II Black

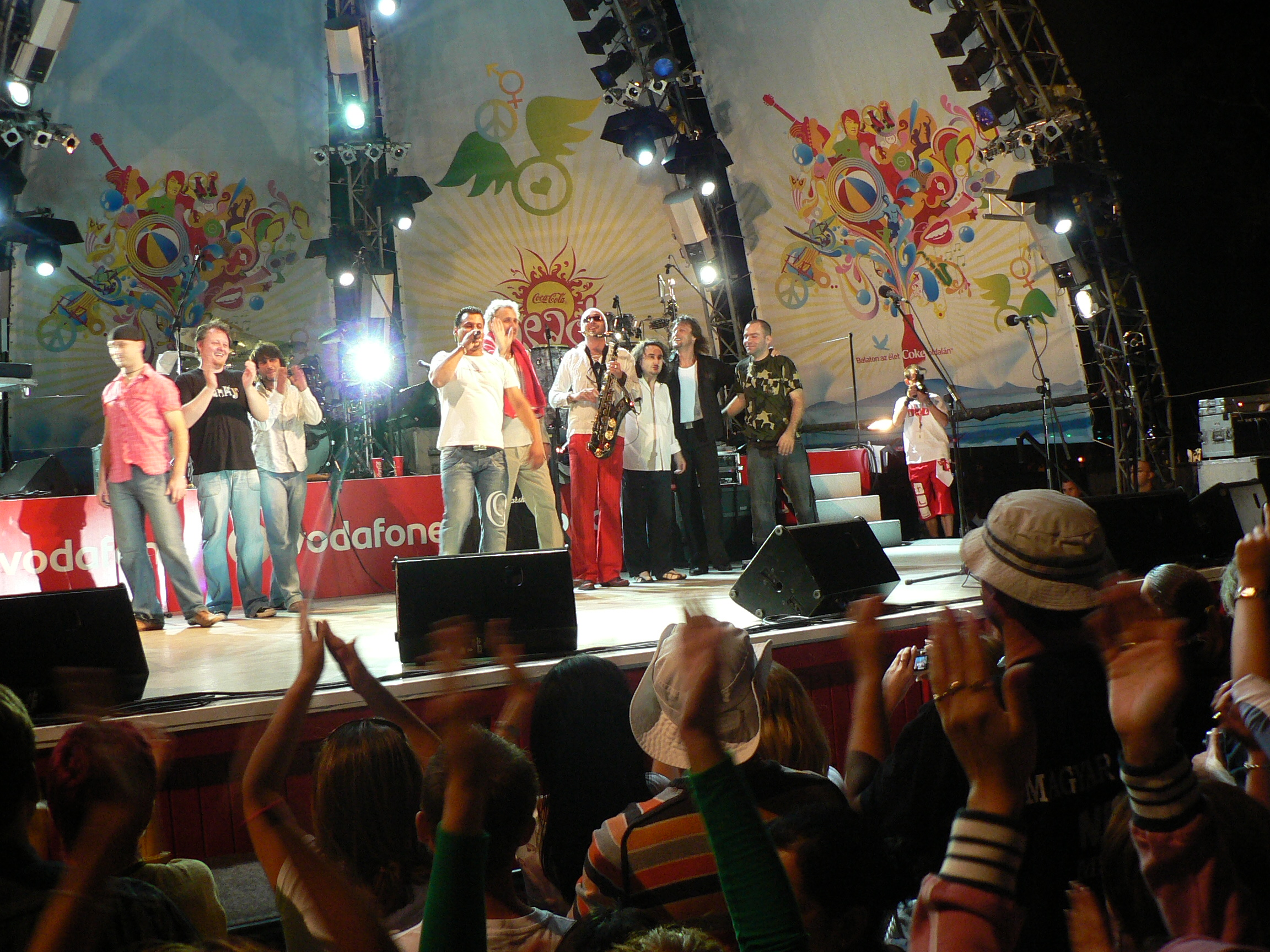
Back II Black – Siófok, 2006

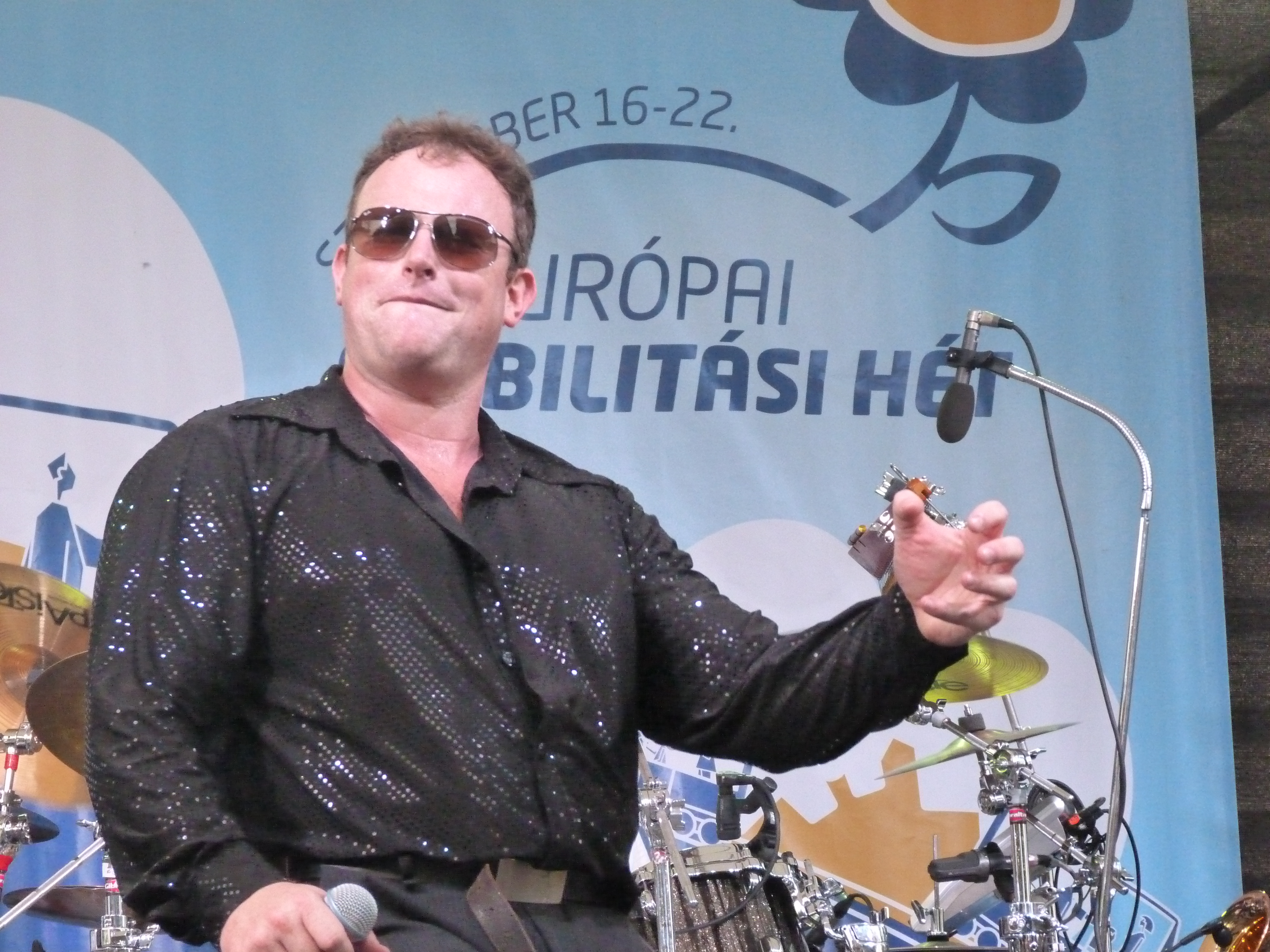
Back II Black – 2014

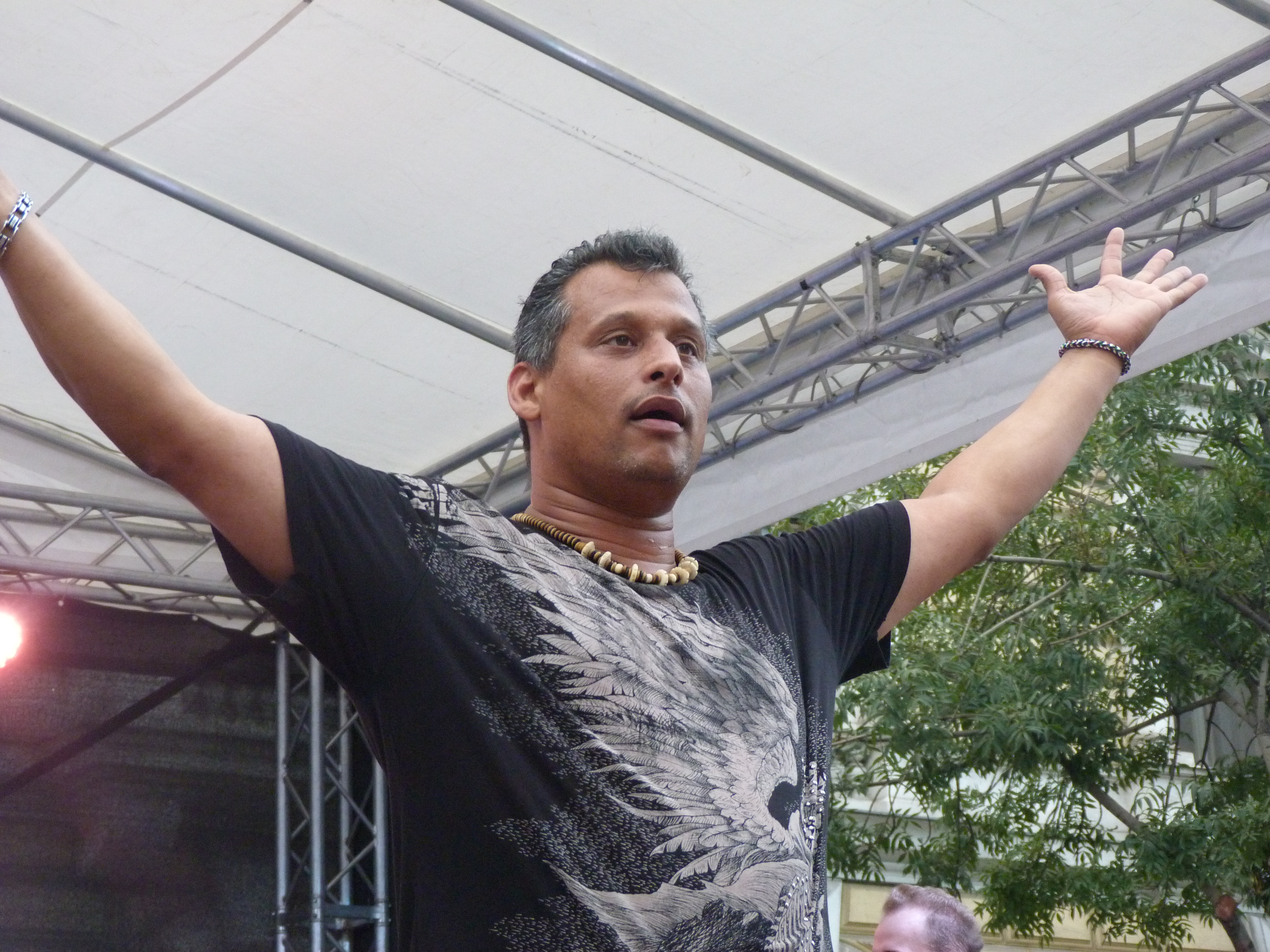
Bebe

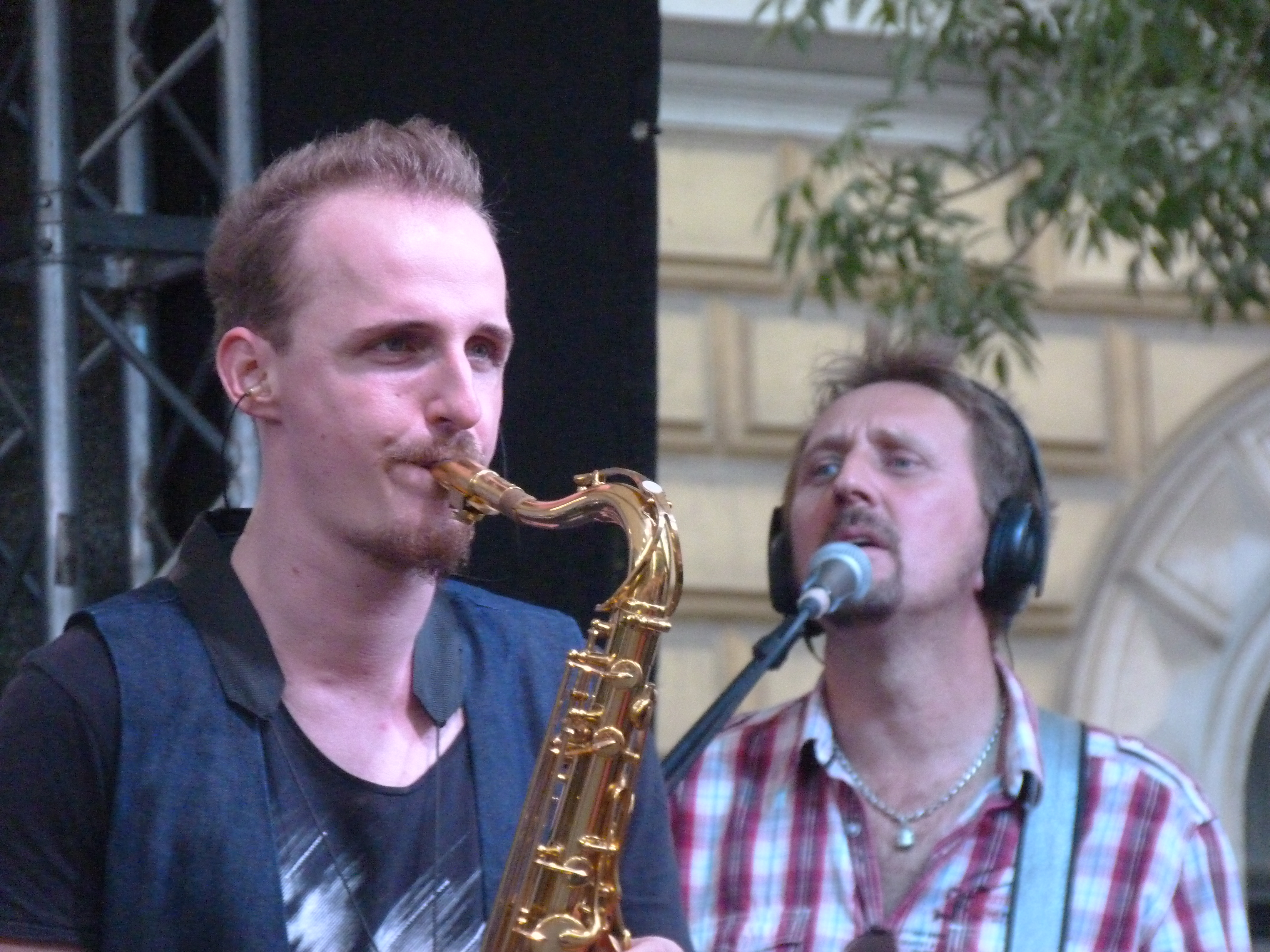
Back II Black – 2014

A Back II Black egy magyar könnyűzenei együttes.

## Története
Az együttes 1996 novemberében alakult, alapító tagjai Glatz Gábor, Kató Zoltán, Somody Zoltán, Csejtei Tamás, Erdélyi András. Csejtey a kilencvenes évek elején az R-GO együttes tagja volt, Erdélyi előzőleg a Love együttesben játszott, annak feloszlásáig, Kató pedig a Bikini, később a Frakció, ezt követően az R-GO együttesekben zenélt. Még alakulásuk évében eMeRTon-díjat kaptak a Magyar Rádiótól. 1997 októberében jelent meg bemutatkozó albumuk, a Szerelembomba. Együtt játszottak Charlie-val, Solti János-sal.
2000 elején Somody Zoltán helyett a Picasso Branch korábbi tagja Abebe Dániel (Bebe), Kató Zoltán helyére pedig Bársony Bálint került. Az új formáció debütáló kislemeze 2000. április közepén jelent meg, Úgy vártalak címmel, majd ezt követte az Ülünk a téren című album.
2003-ban, több mint másfél év után a zenekar új albumot jelentetett meg, 2003 májusában megnyerték a magyar filmes szakma által rendezett VOXCar-díj átadásán A legjobb magyar filmbetétdalért járó díjat a Szentiván napja c. filmhez készült A zene nélkül mit érek én című dallal. 2004 májusában – hazánk EU-csatlakozása alkalmából nemzetközi dokumentumfilm készült Magyarország kultúrájáról a Deutsche Welle televízió megbízásából, a Back II Black képviselhette ebben a dokumentumfilmben Magyarországot.
2004 őszén az Argo című magyar filmhez készített több dalt is. Az egyik a Kincset keressél-t Bebe Nagy Feróval közösen énekelték fel. 2005 májusában megjelent a Tevagyazakitalegjobban című kislemez. 2005 októberében jelent meg a Back II Black új nagylemeze, Tevagyazaakitalegjobban címmel, amely a megjelenés hetében a MAHASZ Top 40-es listáján a 17. helyen debütál és hosszú heteken át az élbolyban marad. Majd ezt követte 2006-ban a Sodor a funky című album. 2007-ben felléptek a Fonogram-díjkiosztó gálán.
2016-ban, miután Abebe Dániel (Bebe) otthagyta a zenekart, visszatért Somody Zoltán (Guru) alapító tag.

## Diszkográfia

### Albumok
| Év   | Album                                                  | Legmagasabb helyezés                   | Legmagasabb helyezés    | Minősítés |
| Év   | Album                                                  | MAHASZ Top 40 album- és válogatáslemez | MAHASZ DVD Top 20 lista | Minősítés |
| ---- | ------------------------------------------------------ | -------------------------------------- | ----------------------- | --------- |
| 1997 | Szerelembomba - Megjelenés: 1997                       | 16                                     |                         |           |
| 2000 | Ülünk a téren - Megjelenés: 2000                       | -                                      |                         |           |
| 2001 | Örökké akarok élni - Megjelenés: 2001. november 10.    | -                                      |                         |           |
| 2003 | Zene nélkül mit érek én? - Megjelenés: 2003            | -                                      |                         |           |
| 2005 | Tevagyazakitalegjobban - Megjelenés: 2005. október 14. | 17                                     |                         |           |
| 2006 | Sodor a funky - Megjelenés: 2006. november 15.         | -                                      | 6                       |           |
| 2009 | Funkybiotikum - Megjelenés: 2009. december 4.          | 2                                      |                         |           |

#### Slágerlistás dalok
| Év                  | Dal                                                                    | Legmagasabb helyezés | Legmagasabb helyezés   | Legmagasabb helyezés | Legmagasabb helyezés | Legmagasabb helyezés         | Legmagasabb helyezés | Album                    |
| Év                  | Dal                                                                    | VIVA Chart           | MAHASZ Editors' Choice | MAHASZ Rádiós Top 40 | MAHASZ Dance Top 40  | MAHASZ Single (track) Top 10 | EURO 200             | Album                    |
| ------------------- | ---------------------------------------------------------------------- | -------------------- | ---------------------- | -------------------- | -------------------- | ---------------------------- | -------------------- | ------------------------ |
| 2003                | Zene nélkül mit érek én?                                               | ?                    | 16                     | 21                   |                      | 8                            |                      | Zene nélkül mit érek én? |
| 2005                | Tevagyazakitalegjobban                                                 | ?                    | 3                      | 11                   |                      | 4                            | 187                  | Tevagyazakitalegjobban   |
| 2005                | Micsoda nő ez a férfi (Oroszlán Szonja & Bebe Featuring Back II Black) | 4                    | 2                      | 2                    | 4                    |                              | 115                  | Tevagyazakitalegjobban   |
| 2005                | Mindentől távol                                                        | ?                    | 25                     | 8                    |                      | 7                            | 196                  | Tevagyazakitalegjobban   |
| 2005                | Sodor a Funky                                                          | ?                    |                        | 22                   |                      |                              |                      | Tevagyazakitalegjobban   |
| 2008                | Papírkutyák feat. Kovács Áron                                          | 3                    |                        |                      |                      |                              |                      | Papírkutyák              |
| 2009                | Nem kell                                                               |                      | 21                     | 3                    |                      |                              |                      | Funkybiotikum            |
| 2010                | Azt akarom                                                             |                      |                        | 19                   |                      |                              |                      | Funkybiotikum            |
| 2010                | Tekered, tekered                                                       |                      |                        | 21                   |                      |                              |                      | Funkybiotikum            |
|                     |                                                                        | Összesítés           |                        |                      |                      |                              |                      |                          |
| 1. helyezett számok | 1. helyezett számok                                                    | ?                    |                        |                      |                      |                              |                      |                          |
| Top 10-be bekerült  | Top 10-be bekerült                                                     | ?                    | 2                      | 3                    | 1                    | 3                            |                      |                          |
| Top 40-be bekerült  | Top 40-be bekerült                                                     | ?                    | 5                      | 8                    | 1                    | 3                            |                      |                          |